# Valdez (Alaska)
Valdez es una ciudad ubicada en el Área censal de Valdez–Cordova en el estado estadounidense de Alaska. En el Censo de 2010 tenía una población de 3976 habitantes y una densidad poblacional de 5,56 personas por km².

## Geografía
Valdez se encuentra en las coordenadas 61°5′0″N 146°19′13″O / 61.08333, -146.32028. Según la Oficina del Censo de los Estados Unidos, Valdez tiene una superficie total de 714.52 km², de la cual 560.05 km² corresponden a tierra firme y (21.62%) 154.47 km² es agua.

## Historia
En 1790 en el marco de las expediciones de España en el Pacífico Noroeste, bajo la dirección de Juan Vicente de Güemes, segundo conde de Revillagigedo, entonces virrey de la Nueva España, Salvador Fidalgo fue enviado a San Lorenzo de Nootka donde fundaron el Fuerte de San Miguel (Nutka).
El 5 de mayo de 1790, Fidalgo zarpó con el San Carlos de Nutka rumbo al Prince William Sound y a la Ensenada de Cook, en las costas de Alaska, y algunas semanas más tarde, ancló frente a la actual Cordova. La expedición no encontró signos de presencia rusa y negoció con nativos de la zona. El 3 de junio desembarcaron en la costa del actual Orca Inlet, y, en una ceremonia solemne, Fidalgo erigió una gran cruz de madera y reafirmó la soberanía española sobre el territorio, bautizándolo "Puerto Córdova". Fidalgo continuó a lo largo de la costa de Alaska, hasta alcanzar punta Gravina, donde celebró otro acto de reafirmación de la soberanía española. El 15 de junio descubrieron un puerto, al que llamaron Puerto Valdés, en honor de Antonio Valdés, entonces secretario de Estado del despacho universal de Marina e Indias (cargo equivalente a Ministro al que correspondían los asuntos de la Armada Española y de los cuatro Virreinatos de América, incluida la Capitanía General de Filipinas).
En las Convenciones de Nutca, que siguieron a la crisis de Nutca, España le concedió a Gran Bretaña derechos para el acceso al noroeste del Pacífico, aunque no estableció el límite con la California española, ni tampoco cedió los derechos españoles en la zona. España más tarde renunció a cualquier reclamo remanente del territorio al norte del paralelo 42° a los Estados Unidos como parte del Tratado de Adams-Onís de 1819.

## Demografía
Según el censo de 2010, había 3976 personas residiendo en Valdez. La densidad de población era de 5,56 hab./km². De los 3976 habitantes, Valdez estaba compuesto por el 81.54% blancos, el 0.6% eran afroamericanos, el 8.17% eran amerindios, el 1.91% eran asiáticos, el 0.8% eran isleños del Pacífico, el 0.65% eran de otras razas y el 6.31% pertenecían a dos o más razas. Del total de la población el 4.65% eran hispanos o latinos de cualquier raza.